# Malcó
Malcó (szlovákul: Malcov) község Szlovákiában, az Eperjesi kerület Bártfai járásában.

## Fekvése
Bártfától 20 km-re nyugatra, a Tapoly bal partján fekszik. Külterülete egészen a lengyel határig nyúlik.

## Története
1338-ban említik először, ekkor már állt a falu temploma – a mai görögkatolikus templom elődje.
Fényes Elek 1851-ben kiadott geográfiai szótárában így ír a faluról: „Malczó, orosz-tót falu, Sáros vmegyében, Lénártóhoz keletre 1/2 órányira, a Tapoly mellett: 370 rom., 552 g. kath., 34 zsidó lak. Egy temploma mind két hitüek által használtatik. Rétje jó és elég; erdeje sok; fürészmalma van.”
A trianoni diktátum előtt Sáros vármegye Bártfai járásához tartozott.

## Népessége
| Év:            | 1994. | 2004.   | 2014.   | 2024.   |
| -------------- | ----- | ------- | ------- | ------- |
| Emberek száma: | 1385  | 1447    | 1572    | 1608    |
| Eltérés:       |       | +4,47 % | +8,63 % | +2,29 % |

| Év:            | 2023. | 2024.   |
| -------------- | ----- | ------- |
| Emberek száma: | 1601  | 1608    |
| Eltérés:       |       | +0,43 % |

1910-ben 685, túlnyomórészt ruszin lakosa volt.
2001-ben 1420 lakosából 1394 szlovák volt.
2011-ben 1525 lakosából 1093 szlovák és 349 cigány.

## Nevezetességei
- A Hétfájdalmú Szűzanya tiszteletére szentelt római katolikus temploma 1839-ben épült.
- Görögkatolikus temploma 1338-ban épült, titulusa Szűz Mária találkozása Simeonnal.
- A Nagyboldogasszony kápolna 1830-ban épült.

## Külső hivatkozások
- Hivatalos honlap
- Községinfó
- Malcó Szlovákia térképén
- Fotógaléria
- E-obce.sk Archiválva 2012. augusztus 22-i dátummal a Wayback Machine-ben